# بيت السقا
بيت السقا أو قصر السقا الأثري هو بيت أثري في حي الشجاعية بوسط السوق في الضاحية الشرقية لمدينة غزة، بُني منذ القرن السابع عشر ميلادي في عام 1661 في عهد السلطان محمد الرابع بن السُلطان إبراهيم. بناه أحمد السقا أحد كبار التجار آنذاك والذي تعود أصل عائلته إلى الجزيرة العربية من مكة المكرمة لتصل إلى عقيل بن أبي طالب ابن عم النبي عليه الصلاة والسلام.
دُمر البيت في 10 نوفمبر 2023 خلال ضربةٍ جوية نفذتها القوات الجوية الإسرائيلية على حي الشجاعية في مدينة غزة، وذلك خلال الرد الإسرائيلي على عملية طوفان الأقصى بناءً على ماجاء في صفحة وزارة الثقافة الفلسطينية وبعض وسائل التواصل الاجتماعي.

## تكوينه
يتكون بيت السقا والذي تبلغ مساحته 700 متر مربع من ساحة ببلاط رخامي جُلب من جبال وسط فلسطين ومساكر تدل على وجود بئر، وباب رئيسي طوله مترين يأخذ شكل زاوية قائمة مُعتماً حفاظاً على خصوصية أهل البيت، وإيوان لإستقبال الضيوف، وغرف المعيشة إضافة للمطبخ والحمام.كان يجتمع فيه كبار التجار وأهل الاقتصاد وقاعة للمناسبات سواء الأفراح أو الأتراح كونه أوسع منزل موجود.
بُني البيت من ثلاث أنواع من الحجارة من حجر الكركار أو الحجر الرملي والحجر القدسي من وسط فلسطين ورخام من الحجارة والأعمدة الرومانية. وسقف البيت عبارة عن رمل محشو بالفخار مما يجعله بارداً في الصيف ودافئاً في الشتاء.
عُرف كأول منتدى اقتصادي في فلسطين تم ترميمه أول مرة من قذيفة تعرض لها خلال حرب عام 1948. سُجل كموقع أثري في وزارة السياحة والآثار الفلسطينية بعد مجيء السلطة الفلسطينية عام 1994. وفي عام 2014 قام مركز عمارة التراث "إيوان"، التابع للجامعة الإسلامية بترميمه.

## حكايته
بناءً على رواية أحد كبار مخاتير حي الشجاعية عن أصل حكاية بيت السقا فيقول: يعود البيت لعامل بسيط بمزرعة اسمها الطوابين وكانت له قطعة أرض بجوار عمارة سعيد الشوا ويشير الراوي إلى الحكاية من أيام حملة إبراهيم باشا لفلسطين وسوريا التي استغرقت عشر سنوات، يقوم أحد حراس الباشا بسرقة "قدرة الذهب" التي كانت تعد كرواتب لجيشه وبعد سرقتها يخفيها الحارس في مزرعة "الطوابين" التي يعمل بها السقا، ويُعدم الحارس بمدفع الباشا وتطوى الحكاية، ويَكتشف أمرها السقا ويقرر بناء بيت يضاهي عمارة الشوا، ويطلب من بنّاء العمارة أن يشيد هذا البيت، ليغدو من الأغنياء ويتوارثوا البيت جيلا بعد جيل.